# Propiedades ópticas de los nanotubos de carbono
Las propiedades ópticas de los nanotubos de carbono son muy importantes para la ciencia de los materiales. La forma en que los nanotubos de carbono interactúan con la radiación electromagnética es única en muchos aspectos, como demuestran sus peculiares espectros de absorción, fotoluminiscencia (fluorescencia) y Raman.
Los nanotubos de carbono son materiales "unidimensionales" únicos, cuyas fibras huecas (tubos) tienen una estructura atómica y electrónica única y muy ordenada, y pueden fabricarse en una amplia gama de dimensiones. El diámetro suele variar entre 0,4 y 40 nm (es decir, un rango de ~100 veces). Sin embargo, la longitud puede alcanzar los 55,5 cm (21,9 pulgadas), lo que implica una relación longitud-diámetro de hasta 132.000.000:1, inigualable por ningún otro material. Por consiguiente, todas las propiedades electrónicas, ópticas, electroquímicas y mecánicas de los nanotubos de carbono son extremadamente anisótropas (dependientes de la dirección) y sintonizables.
Las aplicaciones de los nanotubos de carbono en óptica y fotónica están aún menos desarrolladas que en otros campos. Algunas de las propiedades que pueden dar lugar a un uso práctico son la sintonizabilidad y la selectividad de la longitud de onda. Entre las aplicaciones potenciales que se han demostrado se encuentran los diodos emisores de luz (LED), los bolómetros y las memorias optoelectrónicas.
Aparte de las aplicaciones directas, las propiedades ópticas de los nanotubos de carbono pueden ser muy útiles en su fabricación y aplicación a otros campos. Los métodos espectroscópicos ofrecen la posibilidad de caracterizar de forma rápida y no destructiva cantidades relativamente grandes de nanotubos de carbono, con lo que se obtienen mediciones detalladas del contenido de carbono no tubular, el tipo y la quiralidad de los tubos, los defectos estructurales y muchas otras propiedades relevantes para esas otras aplicaciones.

## Estructura geométrica

### Ángulo quiral
Un nanotubo de carbono de pared simple (SWNT o SWCNT) puede imaginarse como una tira de una molécula de grafeno (una sola hoja de grafito) enrollada y unida en forma de cilindro. La estructura del nanotubo puede caracterizarse por la anchura del diámetro d del tubo y el ángulo (θ) de la tira respecto a los ejes principales de simetría de la red hexagonal de grafeno. Este ángulo, que varía de 0 a 30 grados, se denomina "ángulo quiral" del tuboy varía en función de las condiciones de crecimiento del nanotubo.

### Notación (n, m)
La estructura del nanotubo puede describirse mediante dos índices enteros (n,m) que describen la anchura y la dirección de esa hipotética banda como coordenadas en un marco de referencia fundamental de la red de grafeno. Si los átomos alrededor de cualquier anillo de 6 miembros del grafeno se numeran secuencialmente del 1 al 6, los dos vectores u y v de ese marco son los desplazamientos del átomo 1 a los átomos 3 y 5, respectivamente. Estos dos vectores tienen la misma longitud y sus direcciones están separadas 60 grados. El vector w = n u + m v se interpreta entonces como la circunferencia del tubo desenrollado en la red de grafeno; relaciona cada punto A1 de un borde de la tira con el punto A2 del otro borde que se identificará con él al enrollar la tira. El ángulo quiral α es entonces el ángulo entre u y w.
Los pares (n, m) que describen estructuras de tubo distintas son aquellos con 0 ≤ m ≤ n y n > 0. Todas las propiedades geométricas del tubo, como el diámetro, el ángulo quiral y las simetrías, pueden calcularse a partir de estos índices.
El tipo también determina la estructura electrónica del tubo. Específicamente, el tubo se comporta como un metal si m - n es múltiplo de 3, y como un semiconductor en caso contrario. Así, a través de los índices disponibles, un tercio de los SWNTs son metálicos, y dos tercios son semiconductores.Los nanotubos de carbono verdaderamente metálicos con una brecha de banda mínima o inexistente se han definido sólo como aquellos en los que n = m.

### Tubos en zigzag y armchair
Los tubos de tipo (n, m) con n = m (ángulo quiral = 30°) se denominan "en silla de brazos" y los que tienen m = 0 (ángulo quiral = 0°) "en zigzag"
|  |  |

## Estructura electrónica
La óptica. Todos los demás ángulos quirales producen lo que se conoce como nanotubos quirales.
Las propiedades de los nanotubos de carbono vienen determinadas en gran medida por su estructura electrónica única. El enrollamiento de la red de grafeno afecta a dicha estructura de formas que dependen en gran medida del tipo de estructura geométrica (n, m).

### Singularidades de Van Hove

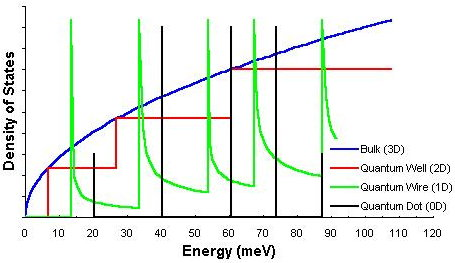
Un material 3D a granel (azul) tiene DOS continua, pero un alambre 1D (verde) presenta singularidades de Van Hove.

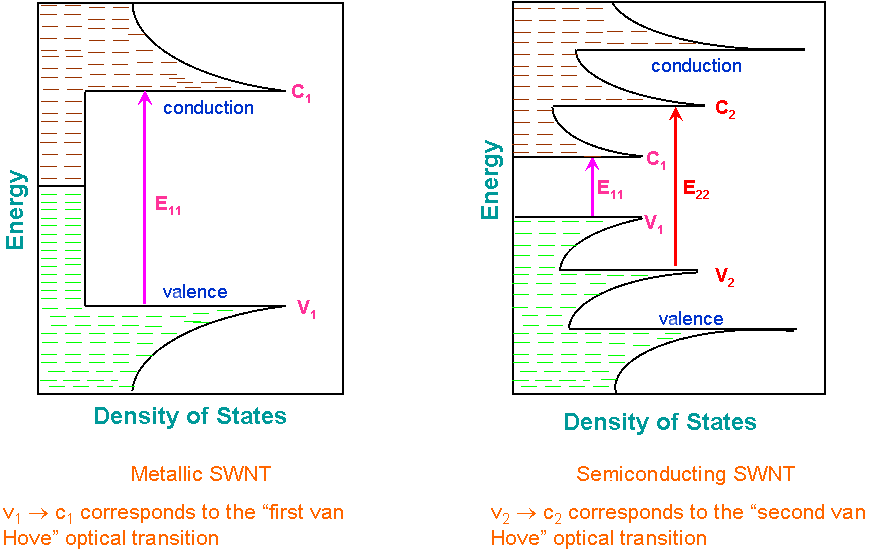

Un rasgo característico de los cristales unidimensionales es que su distribución de densidad de estados (DOS) no es una función continua de la energía, sino que desciende gradualmente y luego aumenta en un pico discontinuo. Estos picos agudos se denominan singularidades de Van Hove. Por el contrario, los materiales tridimensionales (a granel) tienen DOS continuas.
Las singularidades de Van Hove dan lugar a las siguientes propiedades ópticas de los nanotubos de carbono:
- Las transiciones ópticas se producen entre los estados v1 - c1, v2 - c2, etc., de los nanotubos semiconductores o metálicos y se etiquetan tradicionalmente como S11, S22, M11, etc., o, si la "conductividad" del tubo es desconocida o sin importancia, como E11, E22, etc.[18]Las transiciones cruzadas c1 - v2, c2 - v1, etc., están prohibidas por dipolo y, por tanto, son extremadamente débiles, pero posiblemente se observaron utilizando geometría óptica de polarización cruzada.[19]
- Las energías entre las singularidades de Van Hove dependen de la estructura del nanotubo. Así, variando esta estructura, se pueden sintonizar las propiedades optoelectrónicas del nanotubo de carbono. Este ajuste fino se ha demostrado experimentalmente utilizando iluminación UV de CNT dispersos en polímeros.[20]
- Las transiciones ópticas son bastante agudas (~10 meV) y fuertes. Por consiguiente, es relativamente fácil excitar selectivamente nanotubos con determinados índices (n, m), así como detectar señales ópticas de nanotubos individuales.[18]

### Diagrama de Kataura

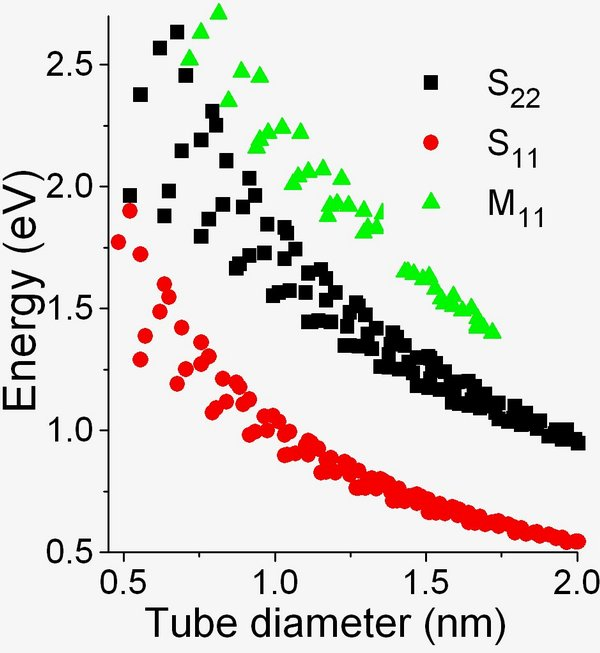
En este gráfico de Kataura, la energía de una transición electrónica disminuye a medida que aumenta el diámetro del nanotubo.

En 1999, Hiromichi Kataura diseñó un gráfico teórico basado en estos cálculos para racionalizar los resultados experimentales. Un gráfico de Kataura relaciona el diámetro del nanotubo y sus energías de banda prohibida para todos los nanotubos de un intervalo de diámetros. La forma oscilante de cada rama del gráfico de Kataura refleja la fuerte dependencia intrínseca de las propiedades de los SWNT del índice (n, m) más que de su diámetro.

## Propiedades ópticas

### Absorción óptica

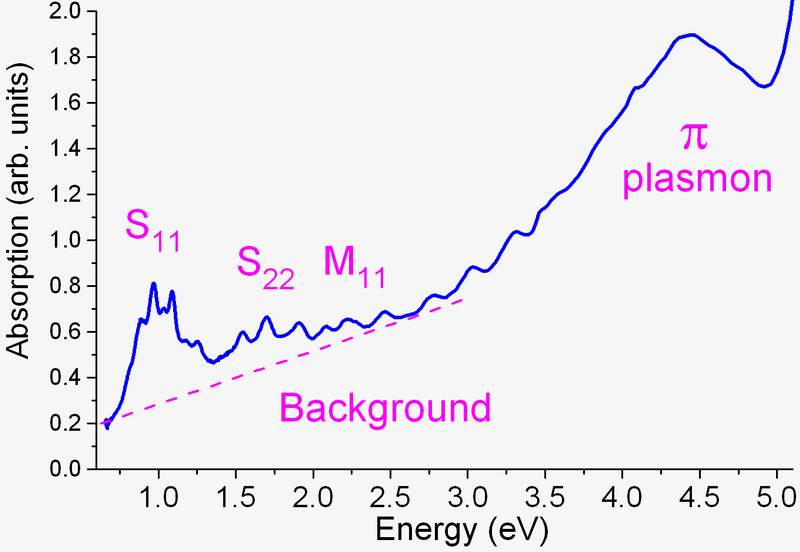
Espectro de absorción óptica de nanotubos de carbono de pared simple dispersos

La absorción óptica en los nanotubos de carbono difiere de la absorción en los materiales 3D convencionales por la presencia de picos agudos (nanotubos 1D) en lugar de un umbral de absorción seguido de un aumento de la absorción (la mayoría de los sólidos 3D). La absorción en los nanotubos se origina en transiciones electrónicas de los niveles v2 a c2 (energía E22) o v1 a c1 (E11), etc.Las transiciones son relativamente agudas y pueden utilizarse para identificar los tipos de nanotubos. Nótese que la nitidez se deteriora al aumentar la energía y que muchos nanotubos tienen energías E22 o E11 muy similares, por lo que se produce un solapamiento significativo en los espectros de absorción. Este solapamiento se evita en las medidas de mapeo de fotoluminiscencia (véase más adelante), que en lugar de una combinación de transiciones solapadas identifica pares individuales (E22, E11).
Las interacciones entre nanotubos, como el agrupamiento, ensanchan las líneas ópticas. Mientras que el agrupamiento afecta en gran medida a la fotoluminiscencia, tiene un efecto mucho más débil sobre la absorción óptica y la dispersión Raman. Por consiguiente, la preparación de muestras para estas dos últimas técnicas es relativamente sencilla.
La absorción óptica se utiliza habitualmente para cuantificar la calidad de los nanotubos de carbono en polvo.
El espectro se analiza en función de las intensidades de los picos relacionados con los nanotubos, el fondo y el pico de carbono pi; estos dos últimos proceden principalmente del carbono no nanotubular de las muestras contaminadas. Sin embargo, recientemente se ha demostrado que al agregar nanotubos semiconductores de quiralidad casi única en haces de Van der Waals estrechamente empaquetados, el fondo de absorción puede atribuirse a la transición de portador libre originada por la transferencia de carga entre tubos.

### Los nanotubos de carbono como cuerpo negro
Un cuerpo negro ideal debería tener una emisividad o absorbancia de 1,0, algo difícil de conseguir en la práctica, especialmente en un amplio rango espectral. Los "bosques" de nanotubos de carbono de pared simple alineados verticalmente pueden tener absorbancias de 0,98-0,99 desde el ultravioleta lejano (200 nm) hasta el infrarrojo lejano (200 μm).
Estos bosques de SWNT (buckypaper) se cultivaron mediante el método de supercrecimiento CVD hasta alcanzar unos 10 μm de altura. Dos factores podrían contribuir a la fuerte absorción de luz por parte de estas estructuras: (i) una distribución de las quiralidades de los CNT dio lugar a diversas brechas de banda para los CNT individuales. Así, se formó un material compuesto con absorción de banda ancha. (ii) La luz podría quedar atrapada en esos bosques debido a reflexiones múltiples.
|                      | UV a IR cercano                 | IR cercano a medio      | IR medio y lejano  |
| -------------------- | ------------------------------- | ----------------------- | ------------------ |
| Longitud de onda, μm | 0.2–2                           | 2–20                    | 25–200             |
| Ángulo incidente, °  | 8                               | 5                       | 10                 |
| Reflexión            | Hemisférico-direccional         | Hemisférico-direccional | Especular          |
| Referencia           | Estándar de reflectancia blanca | Espejo dorado           | Espejo de aluminio |
| Reflectancia media   | 0.0160                          | 0.0097                  | 0.0017             |
| Desviación típica    | 0.0048                          | 0.0041                  | 0.0027             |

### Luminiscencia

#### Fotoluminiscencia (fluorescencia)

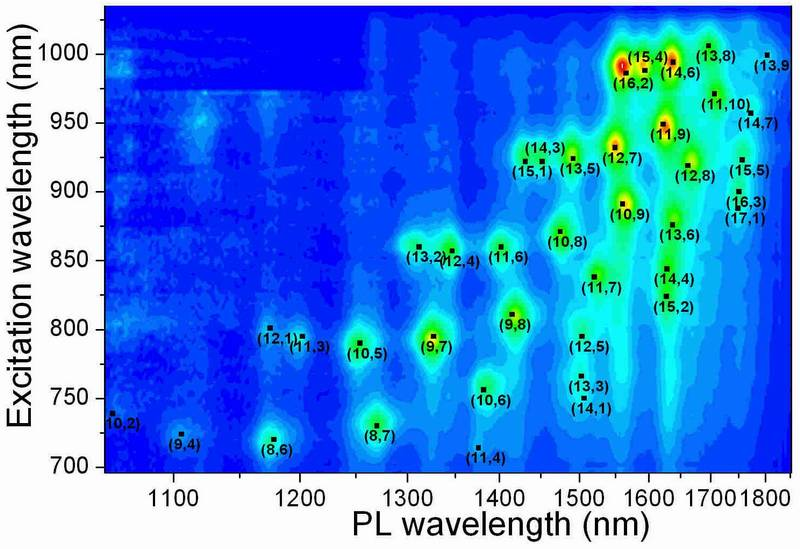
Mapa de fotoluminiscencia de nanotubos de carbono de pared simple. Los índices (n, m) identifican determinados nanotubos semiconductores. Obsérvese que las mediciones de PL no detectan nanotubos metálicos con n = m o m = 0.

Los nanotubos de carbono semiconductores de pared simple emiten luz cercana al infrarrojo tras la fotoexcitación, descrita indistintamente como fluorescencia o fotoluminiscencia (PL). La excitación de la PL suele producirse de la siguiente manera: un electrón en un nanotubo absorbe la luz de excitación mediante la transición S22, creando un par electrón-hueco (excitón). Tanto el electrón como el hueco se relajan rápidamente (mediante procesos asistidos por fonones) de los estados c2 a c1 y de v2 a v1, respectivamente. A continuación, se recombinan mediante una transición c1 - v1 que da lugar a la emisión de luz.
En los tubos metálicos no se puede producir luminiscencia excitónica: sus electrones pueden excitarse, lo que da lugar a absorción óptica, pero los huecos se llenan inmediatamente con otros electrones de los muchos disponibles en el metal. Por lo tanto, no se producen excitones.

#### Propiedades destacadas
- La fotoluminiscencia de los SWNT, así como la absorción óptica y la dispersión Raman, se polarizan linealmente a lo largo del eje del tubo,[35] lo que permite controlar la orientación de los SWNT sin necesidad de realizar una observación microscópica directa.
- La PL es rápida: la relajación suele producirse en 100 picosegundos.[36]
- Al principio, la eficiencia de la PL era baja (~0,01%),[36]pero estudios posteriores midieron rendimientos cuánticos mucho mayores. Al mejorar la calidad estructural y el aislamiento de los nanotubos, la eficiencia de emisión aumentó. Se registró un rendimiento cuántico del 1% en nanotubos clasificados por diámetro y longitud mediante centrifugación en gradiente,[37] y se aumentó hasta el 20% optimizando el procedimiento de aislamiento de nanotubos individuales en solución.[38]
- El rango espectral del PL es bastante amplio. La longitud de onda de emisión puede variar entre 0,8 y 2,1 micrómetros dependiendo de la estructura del nanotubo.[24][25]
- Los excitones están aparentemente deslocalizados sobre varios nanotubos en haces de quiralidad única, ya que el espectro de fotoluminiscencia muestra una división consistente con el túnel de excitones entre tubos.[27]
- La interacción entre nanotubos o entre un nanotubo y otro material puede apagar o aumentar la PL.[39]No se observa PL en nanotubos de carbono multipared. El PL de los nanotubos de carbono de doble pared depende en gran medida del método de preparación: Los DWCNTs producidos por CVD emiten tanto desde el interior como desde el exterior.[24][25]Sin embargo, los DWCNTs producidos encapsulando fullerenos en SWNTs y recocidos emiten PL sólo desde el exterior.[40]Los SWNTs aislados sobre el sustrato emiten un PL extremadamente débil que sólo se ha detectado en unos pocos estudios.[41] La separación de los tubos del sustrato aumenta drásticamente el PL.
- La posición de los picos de PL (S22, S11) depende ligeramente (dentro del 2%) del entorno del nanotubo (aire, dispersante, etc.). Sin embargo, el desplazamiento depende del índice (n, m), por lo que todo el mapa de PL no sólo se desplaza, sino que también se deforma al cambiar el medio de los CNT.

### Dispersión Raman

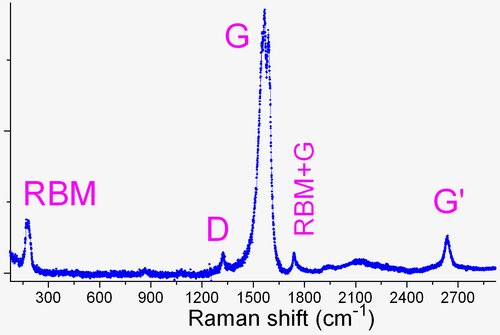
Espectro Raman de nanotubos de carbono de pared simple

La espectroscopia Raman tiene una buena resolución espacial (~0,5 micrómetros) y sensibilidad (nanotubos individuales); sólo requiere una preparación mínima de la muestra y es bastante informativa. En consecuencia, la espectroscopia Raman es probablemente la técnica más popular de caracterización de nanotubos de carbono. La dispersión Raman en los SWNT es resonante, es decir, sólo se sondean aquellos tubos que tienen uno de los bandgaps igual a la energía láser de excitación. Varios modos de dispersión dominan el espectro de los SWNT, como se explica a continuación.
De forma similar a la cartografía de fotoluminiscencia, la energía de la luz de excitación puede escanearse en las mediciones Raman, produciendo así mapas Raman.Estos mapas también contienen características de forma ovalada que identifican de forma única los índices (n, m). A diferencia de la PL, el mapeo Raman detecta no sólo tubos semiconductores, sino también metálicos, y es menos sensible al agrupamiento de nanotubos que la PL. Sin embargo, el requisito de un láser sintonizable y un espectrómetro dedicado es un gran impedimento técnico.

#### Modo de respiración radial
El modo de respiración radial (RBM) corresponde a la expansión-contracción radial del nanotubo. Por lo tanto, su frecuencia νRBM (en cm-1) depende del diámetro d del nanotubo como, νRBM = A/d + B (donde A y B son constantes que dependen del entorno en el que se encuentra el nanotubo. Por ejemplo, B=0 para nanotubos individuales). (en nanómetros) y puede estimarse, como νRBM = 234/d + 10 para SWNT o νRBM = 248/d para DWNT, lo que resulta muy útil para deducir el diámetro del CNT a partir de la posición del RBM. El rango típico de RBM es de 100-350 cm-1. Si la intensidad de RBM es particularmente fuerte, se puede observar su débil segundo sobretono a doble frecuencia.

#### Modo bundling
El modo bundling es una forma especial de RBM supuestamente originada por la vibración colectiva en un haz de SWNTs.

#### Modo G
Otro modo muy importante es el modo G (G de grafito). Este modo corresponde a las vibraciones planares de los átomos de carbono y está presente en la mayoría de los materiales similares al grafito. La banda G en los SWNT se desplaza a frecuencias más bajas en relación con el grafito (1580 cm-1) y se divide en varios picos. El patrón de división y la intensidad dependen de la estructura del tubo y de la energía de excitación; pueden utilizarse, aunque con una precisión mucho menor en comparación con el modo RBM, para estimar el diámetro del tubo y si éste es metálico o semiconductor. 

#### Modo D
El modo D está presente en todos los carbonos similares al grafito y se origina a partir de defectos estructurales. Por lo tanto, la relación de los modos G/D se utiliza convencionalmente para cuantificar la calidad estructural de los nanotubos de carbono. Los nanotubos de alta calidad tienen esta relación significativamente superior a 100. A menor funcionalización del nanotubo, la relación G/D permanece prácticamente invariable. Esta relación da una idea de la funcionalización de un nanotubo. 

#### Modo G
El nombre de este modo es engañoso: se le da porque en el grafito, este modo suele ser el segundo más fuerte después del modo G. Sin embargo, en realidad es el segundo más fuerte después del modo G. Sin embargo, en realidad es el segundo sobretono del modo D inducido por defecto (y por tanto debería llamarse lógicamente D′). Su intensidad es mayor que la del modo D debido a diferentes reglas de selección. En concreto, el modo D está prohibido en el nanotubo ideal y requiere un defecto estructural, que proporcione un fonón de cierto momento angular, para ser inducido. En cambio, el modo G′ implica un par de fonones que se "autoaniquilan" y, por tanto, no requiere defectos. La posición espectral del modo G′ depende del diámetro, por lo que puede utilizarse aproximadamente para estimar el diámetro del SWNT. En particular, el modo G′ es un doblete en los nanotubos de carbono de doble pared, pero el doblete a menudo no se resuelve debido al ensanchamiento de la línea.
Otros sobretonos, como una combinación del modo RBM+G a ~1750 cm-1, se observan con frecuencia en los espectros Raman de los CNT. Sin embargo, son menos importantes y no se consideran aquí.

#### Dispersión Anti-Stokes
Todos los modos Raman anteriores pueden observarse tanto como dispersión Stokes como anti-Stokes. Como ya se ha mencionado, la dispersión Raman de los CNT es de naturaleza resonante, es decir, sólo se excitan los tubos cuya energía de banda prohibida es similar a la energía del láser. La diferencia entre esas dos energías y, por tanto, la separación de banda de los tubos individuales, puede estimarse a partir de la relación de intensidad de las líneas Stokes/anti-Stokes. Sin embargo, esta estimación depende del factor de temperatura (factor de Boltzmann), que a menudo se calcula mal, ya que en la medición se utiliza un haz láser focalizado que puede calentar localmente los nanotubos sin cambiar la temperatura general de la muestra estudiada.

### Dispersión Rayleigh
Los nanotubos de carbono tienen una relación de aspecto muy grande, es decir, su longitud es mucho mayor que su diámetro. Por consiguiente, tal y como se espera de la teoría electromagnética clásica, la dispersión elástica de la luz (o dispersión Rayleigh) por los CNT rectos tiene una dependencia angular anisótropa y, a partir de su espectro, pueden deducirse los huecos de banda de los nanotubos individuales.
Otra manifestación de la dispersión Rayleigh es el "efecto antena": un conjunto de nanotubos colocados sobre un sustrato presenta distribuciones angulares y espectrales específicas de la luz reflejada, y ambas distribuciones dependen de la longitud del nanotubo.

## Aplicaciones
Se han fabricado en laboratorio diodos emisores de luz (LED) y fotodetectores basados en un único nanotubo. Su característica única no es la eficiencia, que aún es relativamente baja, sino la estrecha selectividad en la longitud de onda de emisión y detección de la luz y la posibilidad de su ajuste fino a través de la estructura del nanotubo. Además, se han realizado dispositivos bolométricos y de memoria optoelectrónicaen conjuntos de nanotubos de carbono de pared simple.
- La fotoluminiscencia se utiliza con fines de caracterización para medir las cantidades de especies semiconductoras de nanotubos en una muestra. Los nanotubos se aíslan (dispersan) utilizando un agente químico adecuado ("dispersante") para reducir el apagado entre tubos. A continuación, se mide el PL, escaneando tanto la energía de excitación como la de emisión y produciendo así un mapa de PL. Los óvalos del mapa definen pares (S22, S11), que identifican de forma única el índice (n, m) de un tubo. Para la identificación se utilizan convencionalmente los datos de Weisman y Bachilo.[50]
- La fluorescencia de nanotubos se ha investigado con fines de imagen y detección en aplicaciones biomédicas.[51][52][53]

### Sensibilización
Las propiedades ópticas, incluida la eficiencia PL, pueden modificarse encapsulando colorantes orgánicos (caroteno, licopeno, etc.) en el interior de los tubos.Se produce una transferencia de energía eficiente entre el colorante encapsulado y el nanotubo: el colorante absorbe la luz de forma eficiente y la transfiere al SWNT sin pérdidas significativas. Por tanto, las propiedades ópticas de un nanotubo de carbono pueden controlarse encapsulando una molécula determinada en su interior. Además, la encapsulación permite aislar y caracterizar moléculas orgánicas que son inestables en condiciones ambientales. Por ejemplo, los espectros Raman son extremadamente difíciles de medir a partir de colorantes debido a su fuerte PL (eficiencia cercana al 100%). Sin embargo, la encapsulación de moléculas de colorante dentro de SWNTs apaga completamente el PL del colorante, permitiendo así la medición y el análisis de sus espectros Raman.

### Catodoluminiscencia
La catodoluminiscencia (CL) -emisión de luz excitada por un haz de electrones- es un proceso comúnmente observado en las pantallas de televisión. Un haz de electrones puede enfocarse con precisión y escanearse a través del material estudiado. Esta técnica se utiliza mucho para estudiar defectos en semiconductores y nanoestructuras con una resolución espacial a escala nanométrica. Sería beneficioso aplicar esta técnica a los nanotubos de carbono. Sin embargo, todavía no se ha detectado ningún CL fiable, es decir, picos nítidos asignables a determinados índices (n, m), en nanotubos de carbono.

### Electroluminiscencia
Si se fijan contactos eléctricos adecuados a un nanotubo, pueden generarse pares electrón-hueco (excitones) inyectando electrones y huecos desde los contactos. La posterior recombinación de excitones da lugar a la electroluminiscencia (EL). Se han fabricado dispositivos electroluminiscentes a partir de nanotubos individuales, y de sus ensamblajes macroscópicos. La recombinación parece producirse mediante la aniquilación triplete-triplete, dando lugar a picos distintos correspondientes a las transiciones E11 y E22.